# Guillaume Bragose
Guillaume Bragose (zm. jesienią 1367 w Rzymie) – francuski duchowny katolicki.

## Życiorys
Był wikariuszem archidiecezji Tuluza (1355), biskupem Vabres-l’Abbaye (2 sierpnia – 17 września 1361), kardynałem diakonem San Giorgio in Velabro (17 września 1361 – 6 grudnia 1362) i kardynałem prezbiterem San Lorenzo in Lucina (od 6 grudnia 1362). Uczestniczył w konklawe 1362. Penitencjariusz większy od 1361. Zmarł krótko po powrocie z papieżem Urbanem V z Awinionu do Rzymu.